# Hércules (película de 2014)
Hércules es una película de acción y aventura estadounidense, dirigida por Brett Ratner y protagonizada por Dwayne Johnson, Ian McShane, Reece Ritchie, Ingrid Bolsø Berdal, Joseph Fiennes y John Hurt. Basada en la novela gráfica Hercules: The Thracian Wars y distribuida conjuntamente por Paramount Pictures y MGM, se estrenó el 25 de julio de 2014.
Es una de las dos películas de Hércules estrenadas en el 2014, junto con The Legend of Hercules.

## Trama
Hace unos centenares de años, un semidiós atormentado anduvo sobre la tierra: Hércules era el poderoso hijo del dios Zeus. Por ello, no recibe nada a cambio más que sufrir toda su vida. Después de doce duros trabajos y la pérdida de su familia, su alma oscura y perdida en el mundo terminó dándole la espalda a los dioses, encontrando su consuelo en el combate. Con los años, se abriga en la compañía de seis amigos similares, para ellos siendo su único vínculo su amor por la lucha y la presencia de la muerte de los mortales. Estos hombres y mujeres nunca cuestionaron a dónde irían a luchar, por qué, con quiénes o cuánto les pagarían. Hasta que el rey de Tracia los contrató para entrenar a sus hombres, para convertirse en el mayor ejército de todos los tiempos. Era tiempo de que el grupo de almas perdidas por fin abrieran sus ojos y vieran a lo lejos qué tanto han caído, teniendo que entrenar a un ejército para llegar a convertirlo tan despiadado y sanguinario como su reputación les han transformado.

## Reparto
| Actor               | Nacionalidad   | Personaje           |
| ------------------- | -------------- | ------------------- |
| Dwayne Johnson      | Estados Unidos | Hércules            |
| Aksel Hennie        | Noruega        | Tydeus              |
| Rufus Sewell        | Inglaterra     | Autolycus           |
| Ian McShane         | Inglaterra     | Amphiaraus/Zeus     |
| Reece Ritchie       | Inglaterra     | Iolaus              |
| Steve Peacocke      | Australia      | Stephanos           |
| Ingrid Bolsø Berdal | Noruega        | Atalanta            |
| Joseph Fiennes      | Inglaterra     | Rey Euristeo        |
| John Hurt           | Inglaterra     | Rey Cotis de Tracia |
| Rebecca Ferguson    | Suecia         | Ergenia             |
| Irina Shayk         | Rusia          | Megara              |
| Peter Mullan        | Escocia        | Sitacles            |
| Joe Anderson        | Inglaterra     | Phineas             |
| Tamina Snuka        | Estados Unidos |                     |
| Barbara Palvin      | Hungría        | Antimache           |

## Controversia
Steve Moore, un escritor cuyo nombre se utiliza en la promoción de la película, quería tener su nombre disociado de la adaptación antes de su muerte, de acuerdo con un extracto a una entrevista con su amigo, el aclamado escritor Alan Moore (sin relación):

«En esencia, el relato de Alan Moore indica que Steve Moore había estado considerando múltiples borradores de su contrato con Radical Comics a lo largo del tiempo, y tenía la firme impresión de que recibiría al menos unos "míseros" 15.000 dólares si se hacía una película, pero una investigación más detallada mostró que la versión final del contrato había eliminado esa cláusula sin que se le hiciera notar tal hecho. Y, por tanto, privándole de cualquier reclamación legal sobre ese pago. Ese hecho por sí solo sería suficiente para desanimar a los potenciales espectadores, pero también está el modo insensible en que su nombre se ha usado en contra de sus deseos para promocionar la película; algo que es, desgraciadamente, típico de la oportunista industria cinematográfica.»